# 哈米德·汗·阿查克扎伊
哈米德·汗·阿查克扎伊医生是一位来自俾路支省的巴基斯坦普什图人政治家，隶属于俾路支普什图人人民民族党。他是巴基斯坦普什图人领袖阿卜杜勒·萨马德·汗·阿查克扎伊的儿子之一。

## 政治生涯
在1993年巴基斯坦大选中，阿查克扎伊从NA-198选区被选入巴基斯坦国民议会，担任议员直至1996年议会任期结束。他后来还在1999年成为俾路支省议会的成员。

## 个人生活
他的兄弟穆罕默德·汗·阿查克扎伊是俾路支省前省长，而他的另一个兄弟马哈茂德·汗·阿查克扎伊也是一位资深政治家。
他的侄子阿卜杜勒·马吉德·汗·阿查克扎伊也是一名政治家，2002年至2007年担任俾路支省议会议员，并在2013年大选中再次当选为该省PB-13选区的议会议员。